# Agnezia atlantica
Agnezia atlantica är en sjöpungsart som först beskrevs av Monniot 1973.  Agnezia atlantica ingår i släktet Agnezia och familjen Agneziidae. Inga underarter finns listade i Catalogue of Life.